# José María Sarasol
José María Sarasol i Soler (Genovés, 1970) est un joueur de pelote valencienne plus connu dans le monde du sport sous le nom de Sarasol II. C’est le frère de Enric Sarasol dit Sarasol I. Il a été membre de Sélection Valencienne de pelote pendant 11 ans et a été nommé meilleur joueur du monde en Argentine lors du Championnat Mondial en 2002.
Lui et son frère ont formé un couple qui a dominé les trinquets d'Échelle et Corde pendant de nombreuses années. Après qu’Enric se soit retiré, Sarasol II a continué à jouer au sein de la société ValNet.

## Palmarès

### Escala i corda
- Vainqueur du Championnat National d'Échelle et corde: 1987 et 1992
- Vice-champion du Championnat National d'Échelle et corde: 1990
- Champion du Circuit Bancaixa: 1992, 1998, 1999 et 2008
- Vice-champion du Circuit Bancaixa: 1993, 2001, 2004, 2005 et 2007
- Vice-champion Copa Consum: 2004
- Champion Mémorial Vicent Tavallo: 2006 et 2007
- Champion du Trophée Ville de Llíria: 2007 et 2008
- Champion du Trophée Mancomunitat de la Ribera Alta: 2008
- Champion Trophée Nadal de Benidorm: 5 tours
- Vice-champion du Trophée Nadal: 2008
- Vice-champion du Trophée Université de Valence: 2006
- Vice-champion du Trophée Vidal: 2007

### Fronton
- Champion Open Ville de Valence 2003
- Championnats Internationaux de Pelote
- Champion Tournoi 5 Nations de Llargues, Valence 1993
- Vice-champion d’Europe de Llargues, France 1994
- Champion d’Europe de Llargues, Imperia (Italie) 1999
- Champion du Monde de Llargues Valence 1996, Maubeuge (France) 1998 et Valence 2000
- Champion d’Europe de Fronton et Jeu International, Pays-Bas 2001
- Vice-champion d’Europe de Llargues, Pays-Bas 2001
- Champion du Monde de Llargues, Fronton et Jeu International, Argentine 2002